# Conjunto Arqueologico Baelo Claudia
Conjunto Arqueologico Baelo Claudia är en fornlämning i Spanien.   Den ligger i provinsen Provincia de Cádiz och regionen Andalusien, i den södra delen av landet, 500 km söder om huvudstaden Madrid. Conjunto Arqueologico Baelo Claudia ligger 10 meter över havet.
Terrängen runt Conjunto Arqueologico Baelo Claudia är kuperad åt nordost, men söderut är den platt. Havet är nära Conjunto Arqueologico Baelo Claudia åt sydväst.  Närmaste större samhälle är Tarifa, 17,3 km sydost om Conjunto Arqueologico Baelo Claudia. 